# Sherif Merdani
Sherif Merdani (ur. 5 maja 1940 w Korczy, zm. 28 sierpnia 2021) – albański śpiewak i dyplomata.

## Biografia
Sherif Merdani urodził się 5 maja 1940 w Korczy w patriotycznej rodzinie. W 1957 roku ukończył szkołę średnią w swoim rodzinnym mieście, a po ukończeniu studiów pracował jako nauczyciel.
W grudniu 1970 roku wystąpił w 9. Festiwalu Muzycznym Festivali i Këngës, gdzie zaśpiewał piosenki Mes Jush i Te pres ne tetor.
W grudniu 1971 roku wystąpił w 10. Festiwalu Muzycznym Festivali i Këngës z piosenkami Kenga e nenes i Vite pa Harrim.
W grudniu 1972 roku na 11. Festiwalu Muzycznym Festivali i Këngës śpiewał piosenki Rruga e dibres i Duart e tua. Został aresztowany przez reżim komunistyczny i skazany początkowo na 2 lata więzienia, w kolejnej rozprawie wyrok został przedłużony do 18 lat pozbawienia wolności; więzienie opuścił po 16 latach. W tym festiwalu muzycznym wystąpił później dwa razy: w 1995 z piosenką Simfonia e nenes i w 1997, gdzie zaśpiewał Bisedoj me dashurine.
W latach 90. pracował jako dyplomata w Ambasadzie Albanii w Rzymie.
Zmarł 28 sierpnia 2021 w wieku 81 lat.

## Upamiętnienia
W 2012 roku Sherif Merdani otrzymał tytuł honorowego obywatela Korczy.

## Życie prywatne
Miał syna Geralda Mardaniego.